# Przejście graniczne Winiarczykówka-Bobrov
Przejście graniczne Winiarczykówka-Bobrov – polsko-słowackie przejście graniczne małego ruchu granicznego i drogowe, położone w województwie małopolskim, w powiecie nowotarskim, w gminie Lipnica Wielka, w miejscowości Lipnica Wielka (Winiarczykówka), zlikwidowane w 2007.

## Opis
Drogowe przejście graniczne Winiarczykówka-Bobrov z miejscem odprawy granicznej po stronie polskiej w miejscowości Winiarczykówka, zostało utworzone 20 stycznia 2004. Czynne było przez całą dobę. Dopuszczony był ruch osobowy i towarowy o dopuszczalnej masie całkowitej do 7,5 tony. Kontrolę graniczną osób, towarów oraz środków transportu wykonywała kolejno: Graniczna Placówka Kontrolna Straży Granicznej w Chyżnem, Placówka SG w Lipnicy Wielkiej. Do przejścia granicznego po stronie polskiej prowadziła droga wojewódzka nr 962.
Przejście graniczne małego ruchu granicznego Winiarczykówka-Bobrov, zostało utworzone 6 grudnia 1996. Dopuszczone było przekraczanie granicy dla obywateli Polski i Słowacji zamieszkałych w strefie nadgranicznej lub czasowo zameldowanych w tej strefie, dla osób prowadzących gospodarstwa w pasie małego ruchu granicznego i jedynie w pobliżu tych gospodarstw oraz mechanicznych i niemechanicznych środków transportowych do użytku osobistego pod warunkiem ponownego ich wwozu. Odprawę graniczną i celną wykonywały organy Straży Granicznej. Doraźnie kontrolę graniczną i celną osób, towarów oraz środków transportu wykonywała Strażnica SG w Lipnicy Wielkiej. 
21 grudnia 2007 na mocy układu z Schengen przejścia graniczne zostały zlikwidowane.

### Przejścia graniczne z Czechosłowacją
W okresie istnienia Czechosłowackiej Republiki Socjalistycznej funkcjonowało w tym miejscu polsko-czechosłowackie przejście graniczne małego ruchu granicznego Winiarczykówka-Bobrov – II kategorii. Zostało utworzone 13 kwietnia 1960. Czynne w godz. 6.00–18.00 w okresie letnim (kwiecień–październik) z wyjątkiem niedziel. Dopuszczony był ruch osób i środków transportu w związku z użytkowaniem gruntów. Odprawę graniczną i celną wykonywały organy Wojsk Ochrony Pogranicza. Kontrolę graniczną i celną osób, towarów oraz środków transportu wykonywała Strażnica WOP Lipnica Wielka.
W II RP istniało polsko-czechosłowackie przejście graniczne Lipnica-Bobrov (miejsce przejściowe po drogach ulicznych), na czechosłowackiej drodze celnej Lipnica – Bobrov. Był to punkt przejściowy z prawem dokonywania odpraw mieszkańców pogranicza, bez towarów w czasie i na zasadach obowiązujących urzędy celne, ustawione przy drogach kołowych. Dopuszczony był mały ruch graniczny. Przekraczanie granicy odbywało się na podstawie przepustek: jednorazowych, stałych i gospodarczych.